# Easy Way
Easy Way is het derde studioalbum van het Amerikaanse zangduo The Cactus Blossoms, dat bestaat uit de broers Jack Torrey en Page Burkum. Ze zijn afkomstig uit Minneapolis, Minnesota, Verenigde Staten. 

## Achtergrond
De broers zijn in 2010 begonnen als duo. Hun muziek doet denken aan The Everly Brothers, the Louvin Brothers, Roy Orbison, Johnny Cash en Buddy Holly. Hun muziek is een mengeling van rock-'n-roll, folk en country met harmonieuze samenzang, catchy refreinen en pakkende melodieën.
Dit duo heeft tot nu toe drie studioalbums uitgebracht en het livealbum Life at the Turf Club (2013). Het eerste album (uit 2011) is in eigen beheer verschenen, evenals het tweede album You're dreaming, dat dateert uit 2016. Dat album is geproduceerd door Jonathan David (J. D.) McPherson. Het meest recente album Easy Way is uitgebracht in maart 2019. De broers hebben een verschillende achternaam, omdat Jack een artiestennaam heeft genomen toen hij begon met muziek maken. 
De broers werden uitgenodigd door Johan Derksen om op te treden tijdens het Nederlandse voetbal tv-programma VI. Ook deden ze mee aan de tv-serie Twin Peaks.
De meeste nummers zijn door de broers geschreven. Dan Auerbach van The Black Keys schreef het nummer Got a lotta love samen met de broers en ze schreven Blue as the ocean samen met songwriter Lawrence Russell Brown.

## Tracklist
1. Desperado – (Jack Torney/ Page Burkum) - (2:46)
2. I'm Calling You – (Jack Torney) - (3:03)
3. Please Don't Call Me Crazy – (Jack Torney) - (3:06)
4. Got a Lotta Love – (Jack Torney/Page Burkum/Dan Auerbach)  -  (3:02)
5. Easy Way – (Jack Torney/Page Burkum - (3:07)
6. Downtown – (Jack Torney) - (3:14)
7. Boomerang – (Jack Torney) - (4:54)
8. See It Through  - (Page Burkum) - (3:59)
9. I Am the Road – (Jack Torney) - (2:47)
10. Blue as the Ocean – Jack Torney/Page Burkum/(Lawrence Russel Brown) - (3:21)

## Muzikanten
- Zang, akoestische gitaar, 12-snarige gitaar, producer – Page Burkum
- Zang, akoestische en elektrische gitaar, producer  - Jack Torney
- Bas, elektrische en akoestische gitaar, 12-snarige gitaar, bariton gitaar - Tyler Burkum
- Bas – Tyler Burkum (tracks 1, 3, 6, 7), Andy Carroll (tracks 2, 4, 8), Jack Torney (tracks 5, 9, 10)
- Dubbele bas – Beau Sample (track 10)
- Drums – Chris Hepola (tracks 1, 3, 4, 5, 7) Alex Hall (tracks 2, 6, 8, 9, 10)
- Elektrische gitaar – Jacob Hanson (track 10)
- Pedaal steel gitaar – Joe Paterson (tracks 5, 7, 8)
- Percussie – Alex Hall (1, 3, 8, 9)
- Saxofoon – Michael Lewis (tracks 3, 5, 10)

Op sommige nummers van het album wordt meegespeeld door saxofonist Michael Lewis (die eerder gewerkt heeft met de multi-instrumentalist Andrew Bird en met de indiefolkband Bon Iver) en Joel Paterson (van de country blues band Devil in a Woodpile) op de pedaal steelgitaar.

## Productie
Het album is geproduceerd door Alex Hall, Jack Torrey en Page Burkum. Het is opgenomen door Tom Herbers (Creation Audio, Minneapolis) en Levi Stugelmeyer (Summer-Winter Studios, Minneapolis) en gemixt door  Alex Hall. Het is gemasterd door Paul Blakemore. 
Het nummer Please don’t call me crazy is op single verschenen. 
De Amerikaanse site AllMusic waardeerde dit album met vier sterren (het maximum is vijf). 